# Байкалвестком
«Байкалвестко́м» (БВК) — крупнейший оператор сотовой связи в Иркутской области и Республике Бурятия, обслуживающий более двух миллионов абонентов.
В результате интеграции мобильных активов Ростелеком и Tele2, Байкалвестком в 2015 году перешёл в состав холдинга Tele2 Россия.
По состоянию на начало 2015 года работает в двух стандартах — GSM-900/1800, 3G под собственной торговой маркой и IMT-MC-450 под торговой маркой Wellcom. Территория покрытия сети GSM включает все города и райцентры области, ряд населённых пунктов и посёлков Иркутской области и Республики Бурятия, часть акватории озера Байкал, остров Ольхон, пригородные трассы, а также участки федеральных трасс М53 и М55. Сеть IMT-MC-450 в настоящее время покрывает многие крупные населённые пункты Иркутской области, Иркутск, Ангарск, Шелехов, Братск, Усолье-Сибирское, Черемхово, Слюдянка, Байкальск, Саянск, Зима, Куйтун, Тулун, Нижнеудинск, Тайшет, Усть-Илимск, Усть-Кут, и др. а также Байкальский тракт, посёлок Листвянка, Еланцы, район Малого Моря.
1 декабря 2010 года сотовый оператор республики Бурятия Улан-Удэнская сотовая сеть прекратила деятельность под собственной торговой маркой, на её базе создан Улан-Удэнский филиал компании Байкалвестком. На территории Республики Бурятия сеть GSM развёрнута во всех районах. В зону покрытия входят более 180 населённых пунктов Республики Бурятия, в том числе Улан-Удэ, Гусиноозёрск, Кяхта, Северобайкальск, Нижнеангарск, Закаменск, Бабушкин, Кабанск, Мухоршибирь, Таксимо, Хоринск, Кижинга, Баргузин, Усть-Баргузин, Кырен, Аршан, Монды, Петропавловка, и др.

## Собственники и руководство
Учредителями ЗАО «Байкалвестком» были ОАО «Электросвязь» (51 % акций) и Russian Telecommunications Development Holding Corporation, RTDC (49 % акций). В 2002 году ОАО «Электросвязь» было реорганизовано в ОАО «Сибирьтелеком».
В конце марта 2003 года «Сибирьтелеком» выкупила акции ЗАО «Байкалвестком», принадлежавшие RTDC, заплатив за данный пакет $8,5 млн и с этого момента является владельцем 100 % акций оператора.

## История
Общество было зарегистрировано в качестве юридического лица 15 июля 1994 года.
- С 1 декабря 2005 года установлено безроуминговое пространство с бурятским оператором Улан-Удэнская сотовая сеть.
- 1 декабря 2010 года произошло слияние с сотовым оператором Улан-Удэнская сотовая сеть и образование единого оператора сотовой связи на территории двух регионов[4].
- Абонентская база оператора в 2006 году превысила миллион человек, а в 2009 году — два миллиона человек[источник не указан 662 дня].

### Стандарты сотовой связи и лицензии
- В 1995 году оператор начал предоставлять свои услуги в стандарте NMT-450, количество абонентов на момент старта сети составило 210 человек[5].
- 25 января 1999 года был совершён первый звонок по телефонному аппарату стандарта GSM-900, а в июле цифровая сотовая сеть была запущена в коммерческую эксплуатацию[6]. 11 декабря 2001 года компания получила также лицензию на предоставление услуг сотовой связи в стандарте GSM-1800 и с лета 2002 года началось развитие сети GSM в двухдиапазонном формате[7].
- 1 ноября 2005 года, в связи с окончанием срока действия лицензии[8], было прекращено использование стандарта NMT-450.
- 20 апреля 2006 года оператор запустил в коммерческую эксплуатацию новую сеть IMT-MC-450 (CDMA 2000 1x) под торговой маркой Wellcom[9].
- 18 октября 2007 года был выигран конкурс (№ 8-РЧ/2007) на получение лицензий на оказание услуг сотовой связи стандарта GSM-1800 в регионах: Усть-Ордынский Бурятский автономный округ, Читинская область и Агинский Бурятский автономный округ, а также конкурс (№ 9-РЧ/2007) на получение лицензии на оказание услуг сотовой связи стандарта GSM-900 в Усть-Ордынском Бурятском автономном округе[10][11][12].
- В начале 2010 года Роскомнадзор обратился в суд с требованием аннулировать выданные в 2007 году лицензии, так как оператор не запустил сеть в коммерческую эксплуатацию на указанных территориях в предусмотренный лицензией срок. Однако Арбитражный суд Иркутской области 18 марта 2010 года отказал в удовлетворении требований службы, так как на момент судебного разбирательства Байкалвестком зарегистрировал и ввёл в эксплуатацию в бывшем Усть-Ордынском Бурятском автономном округе 19 базовых станций стандарта GSM-1800 (при 20 необходимых) и 29 базовых станций стандарта GSM-900 (при 24 необходимых), а в Забайкальском крае сеть не была построена из-за задержки в получении обязательного заключения экспертизы ФГУП «Главный радиочастотный центр»[13]. Постановлением Четвёртого арбитражного апелляционного суда от 7 июня 2010 года данное решение было оставлено в силе[14].